# Slingerapen
De slingerapen (Ateles) zijn een geslacht uit de familie grijpstaartapen (Atelidae). De wetenschappelijke naam van het geslacht werd in 1806 gepubliceerd door Étienne Geoffroy Saint-Hilaire. Dit geslacht bestaat uit zeven soorten. Deze dieren worden ook kwatta, spinaap of bosduivel genoemd.

## Taxonomie
Er worden zeven soorten tot dit geslacht gerekend.
- Geslacht: Ateles (Slingerapen) (7 soorten)
  - Soort: Ateles belzebuth – Witbuikslingeraap. Oost-Colombia, Ecuador, Venezuela, Noordoost-Peru, Noordwest-Brazilië.
  - Soort: Ateles chamek – Zwartgezichtslingeraap. Ten zuiden van de Amazone: Oost-Peru, Noord- & Centraal-Bolivia, West-Brazilië tot Mato Grosso.
  - Soort: Ateles fusciceps – Bruinkopslingeraap. Oost-Panama, Colombia en Venezuela tot de Andes.
  - Soort: Ateles geoffroyi – Zwarthandslingeraap. Mexico tot Panama.
  - Soort: Ateles hybridus – Bruine slingeraap. Colombia en Venezuela.
  - Soort: Ateles marginatus – Witbrauwslingeraap. Amazonebekken, ten zuiden van de Amazone.
  -  Soort: Ateles paniscus – Zwarte slingeraap. Amazonebekken, ten noorden van de Amazone, Guyana tot Noordoost- en Centraal-Brazilië.

Deze indeling wordt niet door iedereen aangehouden. Veel dieren worden beschouwd als ondersoort van een andere soort. Vroeger werden alle slingerapen beschouwd als ondersoort van Ateles geoffroyi.

## Leefwijze
Slingerapen besteden bijna hun hele leven in bomen en komen zelden op de grond. Slingerapen zijn dan ook goed aangepast aan het leven in de boomtoppen. Ze vallen op door hun extreem lange grijpstaart en ledematen, en slingerapen hebben ook slecht ontwikkelde duimen. De slingeraap gebruikt zijn staart als vijfde arm, waar ze grip mee krijgen op takken, aan takken kunnen hangen en voorwerpen mee kunnen dragen. Ze leven in de regenwouden van Latijns-Amerika, waar ze voornamelijk van vruchten leven.